# Port Harcourt
Port Harcourt es una ciudad ubicada en el delta del Níger, en Nigeria. Es el centro administrativo y capital del estado de Rivers. Fue fundada por los británicos en 1912 y en tierras habitadas originalmente por los ijaw. Su nombre es en honor a Lewis Vernon Harcourt, Secretario de Estado para las Colonias entre 1910 y 1915.
El propósito inicial del puerto era exportar el carbón que llegaba en grandes cantidades desde el pueblo minero de Enugu hacia el norte a través del río Bonny. En 2015 la ciudad tenía una población de  2 343 000 de habitantes. Actualmente, la actividad petrolera está muy asentada en Port Harcourt, que es la más importante ciudad refinera del país, siendo el petróleo uno de los recursos más importantes de Nigeria. También hay una industria pesquera y un mercado de pescado.

## Historia
La zona original donde se estableció Port Harcourt era utilizada por la comunidad Okrika, que mantenía zonas destinadas a la pesca y mercados alrededor de los arroyos de la península. La actual ciudad de Port Harcourt fue fundada en 1913 por la administración colonial para atender las necesidades comerciales de los británicos. Una de las razones del establecimiento de la ciudad con motivos de exportar a otras partes, el carbón encontrado en las colinas de Udi, cerca de Enugu, y la producción de palma aceitera en varios sectores del este de Nigeria. El Departamento de Ferrocarriles británico diseñó la ciudad según los estándares europeos, lo que la distinguía de otras ciudades de África Occidental. Tras el desarrollo de la ciudad, empezaron a asentarse principalmente comunidades rurales nigerianas de diferentes etnias, que inicialmente incluían comunidades igbo, así como otros grupos étnicos como los efik, ibibio e ijo.